# U-wa le-Zion
U-wa le-Zion oder Uwa Lezion (hebräisch וּבָא לְצִיּוֹן, dt. „ein [Erlöser] kommt nach Zion“) ist ein jüdisches Gebet.
Es bildet werktags das Abschlussgebet des jüdischen Morgengebets (Schacharit). Laut Schulchan Aruch, Orach Chaim 132, sollte man die Synagoge nicht verlassen, bevor dieses Abschlussgebet gesprochen wurde. Es bildet einen Bestandteil von Psuke desimra, am Schacharit und Schabbat.
Es wird auch zu Mincha am Schabbat und Jom Tov sowie während Ne’ila auf Jom Kippur vorgetragen. Das Gebet besteht aus einer Reihe von biblischen Versen, die die Keduscha und seine aramäische Übersetzung beinhalten, sowie zwei alten Gebeten, die den Wunsch nach Erleuchtung und messianischer Erlösung beinhalten. Voraus geht Aschre (Psalm 145). Uwa Lezion wird nicht in seiner gesamten Länge gesungen: Der größere Teil wird in einem Unterton gelesen, nachdem der Chasan die einleitenden Zeilen angestimmt hat. Im aschkenasischen Ritus gründet sich die Melodie oder der Gesang auf das Gebetsmotiv im Mincha am Schabbat.
Im sephardischen Ritus wird ein besonderer Gesang eingesetzt, wovon eine Variante für Psalm 16 verwendet wird, der für gewöhnlich kurze Zeit später am Schabbat vorgetragen wird. In der häufigen Wiederholung eines kurzen Satzes mit einer Änderung, um es dem Text anzupassen, bildet es den Hauptbestandteil der Gottesdienstmusik, die auf eine spanische Quelle aus der Zeit vor 1492 zurückzuführen ist.

## Textauszug und Übersetzung
| וּבָא לְצִיּוֹן גּוֹאֵל וּלְשָׁבֵי פֶשַׁע בְּיַעֲקֹב נְאֻם יְיָ: וַאֲנִי זֹאת בְּרִיתִי אוֹתָם אָמַר יְיָ רוּחִי אֲשֶׁר עָלֶיךָ וּדְבָרַי אֲשֶׁר שַׂמְתִּי בְּפִיךָ לֹא יָמוּשׁוּ מִפִּיךָ וּמִפִּי זַרְעֲךָ וּמִפִּי זֶרַע זַרְעֲךָ אָמַר יְיָ מֵעַתָּה וְעַד עוֹלָם: וְאַתָּה קָדוֹשׁ יוֹשֵׁב תְּהִלּוֹת יִשְׂרָאֵל: וְקָרָא זֶה אֶל זֶה וְאָמַר קָדוֹשׁ קָדוֹשׁ קָדוֹשׁ יְיָ צְבָאוֹת מְלֹא כָל הָאָרֶץ כְּבוֹדוֹ: וּמְקַבְּלִין דֵין מִן דֵין וְאָמְרִין קַדִּישׁ בִּשְמֵי מֵרוֹמַא עִלָאַה בֵּית שְכִינְתֵּהּ, קַדִּישׁ עַל אַרְעָא עוֹבַד גְּבוּרְתֵּהּ, קַדִּישׁ לְעָלַם וּלְעָלְמֵי עָלְמַיָּא, יְיָ צְבָאוֹת מַלְיָא כָּל אַרְעָא זִיו יְקָרֵהּ: וַתִּשָּׂאֵנִי רוּחַ וָאֶשְׁמַע אַחֲרַי קוֹל רַעַשׁ גָּדוֹל בָּרוּךְ כְּבוֹד יְיָ מִמְּקוֹמוֹ: | Es kommt Zion der Erlöser und denen, die in Jaakob vom Abfall zurückkehren, spricht Gott. Ich, hat Gott gesprochen, dies mein Bündnis bleibt ihr Wesen, mein Geist, der auf Dir ruht, und meine Worte, die ich in deinen Mund gelegt, sie weichen nicht von deinem Mund und von deiner Kinder Mund und von dem Munde deiner Kindeskinder, hat Gott gesprochen, von jetzt bis alle Ewigkeit. Und Du, Heiliger, thronst noch auf den Thatenliedern Jisraels. Und es ruft einer dem andern zu und spricht: „Heilig, heilig, heilig ist Gott Zebaoth, die Fülle der ganzen Erde ist seine Herrlichkeit.“ Sie empfangen es einer von dem andern und sprechen: „Heilig im Himmel der höchsten Höhe, der Stätte seiner Gegenwart, heilig auf Erden, dem Werke seiner Allmacht, heilig auf ewig und in aller Ewigkeiten Ewigkeit, Gott Zebaoth, voll ist die ganze Erde des Glanzes seiner Herrlichkeit“. Da mich der Geist emportrug, hörte ich mir nach eine Stimme großen Rauschens: „Gesegnet die Herrlichkeit Gottes ihres Ortes.“ |
| Quelle: Samson Raphael Hirsch: Sidur tefilot Yisrael, Israels Gebete, (סדור תפלות ישראל). | |